# Hamoud Abdallah al-Dalhami
Hamoud Abdallah Said al-Dalhami (arabisch حمود عبد الله سيد الدلهمي, DMG Ḥamūd ʿAbd Allāh Sayyid ad-Dalhamī; * 7. November 1971 in Maskat) ist ein ehemaliger omanischer Sprinter.

## Sportliche Laufbahn
Er trat bei den Olympischen Spielen 2000 in Sydney und Olympischen Spielen 2004 in Athen an. Bereits 1999 erreichte er bei den Panarabischen Spielen (Beirut) mit 10,44 s/100 Meter und 20,94 s/200 Meter seine persönlichen Bestzeiten. Im Wettbewerb 4-mal-100-Meter-Staffel nahm er mit den Team-Kameraden Mohamed al-Houti, Mohamed Said al-Maskary und Jahad Abdullah al-Sheikh teil. Sie schieden im Vorlauf aus. Sie liefen omanische Jahresbestzeit und kamen auf Platz 28.
Bereits 1998 bei den Asienspielen in Bangkok lief er mit seinen Teamkameraden Ahmed Al-Moamari, Mohamed Al-Houti und Jahad Al-Sheikh in der 4-mal-100-Meter-Staffel auf Rang drei und gewann die Bronzemedaille. Bei den Asienspielen 2002 in Busan lief Al-Dalhami im Wettbewerb über 200 Meter mit einer Zeit von 21,25 s auf Platz acht.
2004 trat Al-Dalhami bei den Olympischen Spielen im Einzelwettkampf über 200 Meter an. Er hatte von der IAAF eine Wildcard erhalten und lief auf Rang 49. Al-Dalhami wurde vom Oman Olympic Committee als Fahnenträger bei der Eröffnungszeremonie ausgewählt.